# 1840
- Wikisource

| Calendário gregoriano                                                        | 1840 MDCCCXL                        |
| Ab urbe condita                                                              | 2593                                |
| Calendário arménio                                                           | 1289 – 1290                         |
| Calendário bahá'í                                                            | -4 – -3                             |
| Calendário budista                                                           | 2384                                |
| Calendário chinês                                                            | 4536 – 4537 Início a 3 de fevereiro |
| Calendário copta                                                             | 1556 – 1557                         |
| Calendário etíope                                                            | 1832 – 1833                         |
| Calendários hindus - Vikram Samvat - Calendário nacional indiano - Cáli Iuga | 1895 – 1896 1761 – 1762 4940 – 4941 |
| Calendário Holoceno                                                          | 11840                               |
| Calendário islâmico                                                          | 1256 – 1257                         |
| Calendário judaico                                                           | 5600 – 5601                         |
| Calendário persa                                                             | 1218 – 1219 Início a 21 de março    |
| Calendário rúnico                                                            | 2090                                |
| Calendário solar tailandês                                                   | 2383                                |

1840 (MDCCCXL, na numeração romana) foi um ano bissexto, de 366 dias, do Calendário Gregoriano, as suas letras dominicais foram  E e D, teve 53 semanas, teve início a uma quarta-feira, e terminou a uma quinta-feira.
| Ano completo                           |
| -------------------------------------- |
| Ano bissexto com início à quarta-feira |

## Eventos
- Guilherme I dos Países Baixos abdica em favor do filho, Guilherme II.
- 22 de janeiro - Colonos britânicos chegam à Nova Zelândia, oficialmente fundando Wellington.
- 6 de Fevereiro - Assinatura do Tratado de Waitangi.
- 10 de Fevereiro - Casamento da Rainha Vitória do Reino Unido com Alberto de Saxe-Coburg-Gotha.
- 23 de Julho - Golpe da Maioridade no Brasil. Pedro II assume o trono.
- 4 de Outubro - Foi fundado o Montepio dos Empregados Públicos por um grupo de empregados públicos liderados por Francisco Manuel Álvares Botelho, que viria a ser alterado o nome para Montepio Geral em 1844.
- Samuel Finley Breese Morse cria um novo alfabeto telegráfico.
- Atual município de Goiana é reconhecido como cidade.
- Os regressistas aprovaram a Lei Interpretativa do Ato Adicional, que dava ao governo o direito de anular as leis feitas nas províncias.
- É criado o saxofone.
- Primeiro mapa de Marte.
- Fundação de Moçâmedes em Angola.
- Fundação de Vitória da Conquista no Brasil.
- No Japão, a Kajima Kensetsu é fundada, sobrevivendo como um das mais antigas das cinco principais empresas de construção do Japão moderno.[1]

## Nascimentos
- 12 de janeiro - Dom Silvério Gomes Pimenta, professor, orador, escritor e arcebispo brasileiro (m. 1922)
- 18 de janeiro - Comendador Jacintho Nunes Leite, empresário e industrial português (m. 1914)
- 22 de fevereiro - August Ferdinand Bebel, político alemão e um dos fundadores do Partido Social Democrata da Alemanha (m. 1913)
- 20 de abril - Odilon Redon, pintor e artista gráfico francês (m. 1916)
- 27 de abril - Edward Whymper, alpinista britânico (m. 1911)
- 7 de maio - Piotr Ilitch Tchaikovski, compositor romântico russo (m. 1893)
- 7 de junho - Carlota da Bélgica, princesa da Bélgica e futura imperatriz do México (m. 1927)
- 8 de julho - Manuel de Arriaga, político português (m. 1917)
- 17 de julho - Édouard-François André, paisagista francês (m. 1911)
- 22 de agosto - Fabriciano Felisberto Carvalho de Brito, militar e político brasileiro (m. 1921)
- 2 de novembro - Victorino de la Plaza, presidente da Argentina de 1914 a 1916 (m. 1919)
- 12 de novembro - Auguste Rodin, escultor francês (m. 1917)
- 24 de dezembro - Hugh Ware McKee, pastor e missionário presbiteriano estadunidense (m. 1877)

## Mortes
- 25 de abril - Siméon Denis Poisson, matemático francês (n. 1781)
- 6 de maio - Francisco de Paula Santander, Presidente da Colômbia (n. 1792)
- 7 de maio - Caspar David Friedrich, pintor romântico alemão (n. 1774)
- 27 de maio - Niccolò Paganini, violinista e compositor italiano (n.1782)
- 6 de junho - Marcellin Champagnat, presbítero que virou santo francês (n. 1789)
- 13 de dezembro - Louis de la Bourdonnais, enxadrista francês (n. 1797)

## Por tema
- 1840 no Brasil
- 1840 na ciência
- 1840 no jornalismo
- 1840 na literatura
- 1840 na música